# Haplogroupe CF
L'haplogroupe CF, également connu sous le nom de CF-P143, est un haplogroupe d'ADN du chromosome Y humain. Cette lignée masculine est définie par le polymorphisme nucléotidique (PN, ou polymorphisme d'un seul nucléotide, PSN, en anglais Single Nucleotide Polymorphism, SNP) P143.

## Phylogénie
L'haplogroupe CF est un descendant immédiat de l'haplogroupe CT et est l'haplogroupe frère de l'haplogroupe DE. Il est aussi l'ancêtre immédiat de l'haplogroupe C et de l'haplogroupe F.

## Extension géographique
Les haplogroupes descendant de CF incluent la plupart des lignées masculines d'Eurasie, d'Océanie et d'Amérique.